# Wilhelm Otto Cornelius Alexander von Ulrich
Wilhelm Otto Cornelius Alexander von Ulrich (* 10. Oktober 1810 in Waimastfer, Gouvernement Livland; † 16. Oktober 1891 in Kedder, Gouvernement Estland) war ein russischer Offizier, Gouverneur deutschbaltischer Abstammung sowie Besitzer des Gutes Keddar.

## Herkunft
Seine Eltern waren  der Hauptmann Cornelius Eduard von Ulrich aus dem Haus Wahhenorm (Livland) und dessen Ehefrau Friederike Elisabeth von Bock. 

## Leben
Er besuchte das Gymnasium in Dorpat und danach die Ingenieur-Schule in St. Petersburg. Im Jahr 1829 ging er im russische-Dienste und war von 1855 bis 1856 Inspekteur der Vermessung von Staatsländereien. Er wurde 1857 zum Generalmajor, 1864 zum Generalleutnant und letztlich zum General der Infanterie ernannt.
Von 1859 bis 1868 war er Gouverneur von Estland.
Er heiratete am 26. September 1859 in Reval Margaretha (Meta) von Essen, die Erbin von Kedder.

## Auszeichnungen
- Heilige Anna, 1., 2., 3. Klasse
- Heiliger Stanislaus, 1.,3. Klasse
- Heiliger Wladimir  4. Klasse
- Ritter 3. Klasse des Ordens des Heiligen Wladimir
- Heiliger Georg, 4. Klasse